# Otto Hirsch
Otto Joseph Hirsch, född 1 oktober 1858 i Stockholm, död där 27 januari 1945, var en svensk musikförläggare, bokhandlare och företagsledare.

## Biografi
Otto Hirsch fick tidigt arbeta inom fadern Abraham Hirschs musikförlag. Han fick 1884 ansvaret för detta men lämnade kring sekelskiftet 1900 den löpande ledningen åt medarbetare. I stället inriktade han sig på bokhandel med anledning av att bokhandeln Samson och Wallin hade ekonomiska svårigheter. Denna bokhandel övertogs av Hirsch som 1901 ombildade den till AB Nordiska Bokhandeln och även blev ensam ägare. Han var VD till 1920 och fanns i styrelsen till 1940. Under Hirschs ledning utvecklades firman till en av Europas förnämsta med vetenskaplig litteratur som specialitet. Han återgick delvis till musikförlagets arbetsfält men sålde det 1943 till Gehrmans musikförlag.
Hirsch var styrelseledamot i Pressbyrån och var drivande i frågan om uppförandet av Stockholms konserthus 1926. Han verkade även i Mosaiska församlingen i Stockholm som kassaförvaltare.